# Segunda Categoría de Carchi 2021
El Campeonato Provincial de Segunda Categoría de Carchi 2021 fue un torneo de fútbol en Ecuador en el cual compitieron equipos de la provincia de Carchi. El torneo fue organizado por la Asociación de Fútbol Profesional del Carchi (AFC) y avalado por la Federación Ecuatoriana de Fútbol. El torneo empezó el 25 de julio y finalizó el 11 de agosto. Participaron 4 clubes de fútbol y se entregó dos cupos a los play-offs del Ascenso Nacional 2021 por el ascenso a la Serie B, además el campeón provincial clasificó a la primera fase de la Copa Ecuador 2022.

## Sistema de campeonato
El sistema determinado por la Asociación de Fútbol Profesional del Carchi fue el siguiente: 
- Se jugó una etapa única con los cuatro equipos establecidos, fue todos contra todos ida y vuelta en un total de 6 fechas, al final los equipos que terminaron en primer y segundo lugar clasificaron a los play-offs del Ascenso Nacional 2021 y a la primera fase de la Copa Ecuador 2022.

## Equipos participantes
| Equipos participantes     | Equipos participantes | Equipos participantes       | Equipos participantes | Equipos participantes | Equipos participantes |
| ------------------------- | --------------------- | --------------------------- | --------------------- | --------------------- | --------------------- |
|                           |                       |                             |                       |                       |                       |
| Equipo                    | Ciudad                | Estadio                     |                       |                       |                       |
| Club Deportivo Dunamis 04 | Tulcán                | Estadio Olímpico de Tulcán  |                       |                       |                       |
| Carchi Fútbol Club        | Tulcán                | Estadio Olímpico de Tulcán  |                       |                       |                       |
| Club Ciudad de Tulcán     | Tulcán                | Estadio Olímpico de Tulcán  |                       |                       |                       |
| Montúfar Fútbol Club      | San Gabriel           | Estadio Olímpico Santa Rosa |                       |                       |                       |

## Equipos por cantón
| Cantón   | N.º | Equipos                                        |
| -------- | --- | ---------------------------------------------- |
| Tulcán   | 3   | - Dunamis 04 - Carchi F. C. - Ciudad de Tulcán |
| Montúfar | 1   | - Montúfar F. C.                               |

## Clasificación
| Pos. | Equipo           | Pts. | PJ | G | E | P | GF | GC | Dif. |  |
| ---- | ---------------- | ---- | -- | - | - | - | -- | -- | ---- |  |
| 1    | Dunamis 04       | 11   | 6  | 3 | 2 | 1 | 8  | 5  | +3   |  |
| 2    | Montúfar F. C.   | 10   | 6  | 3 | 1 | 2 | 13 | 8  | +5   |  |
| 3    | Carchi F. C.     | 7    | 6  | 2 | 1 | 3 | 8  | 16 | −8   |  |
| 4    | Ciudad de Tulcán | 6    | 6  | 2 | 0 | 4 | 13 | 13 | 0    |  |

 Fuente: @AscensoEcuador
Criterios de clasificación: 1) Puntos; 2) Diferencia de goles; 3) Goles marcados
|  | Campeón. Clasificado a los play-offs de Segunda Categoría 2021.    |
|  | Subcampeón. Clasificado a los play-offs de Segunda Categoría 2021. |

## Evolución de la clasificación
| Equipo / Jornada | 01 | 02 | 03 | 04 | 05 | 06 |
| ---------------- | -- | -- | -- | -- | -- | -- |
| Dunamis 04       | 2  | 1  | 1  | 2  | 2  | 1  |
| Montúfar F. C.   | 1  | 2  | 2  | 1  | 1  | 2  |
| Carchi F. C.     | 3  | 4  | 4  | 3  | 4  | 3  |
| Ciudad de Tulcán | 4  | 3  | 3  | 4  | 3  | 4  |

## Resultados
- Los horarios corresponden al huso horario de Ecuador: (UTC-5).

### Primera vuelta
| Carchi F. C. | 1 - 4 | Montúfar F. C.   | Olímpico de Tulcán | 25 de julio | 11:00 |
| Dunamis 04   | 3 - 0 | Ciudad de Tulcán | Olímpico de Tulcán | 25 de julio | 14:00 |

| Montúfar F. C.   | 1 - 2 | Dunamis 04   | Olímpico de Tulcán | 28 de julio | 11:00 |
| Ciudad de Tulcán | 4 - 0 | Carchi F. C. | Olímpico de Tulcán | 28 de julio | 14:00 |

| Montúfar F. C. | 6 - 0 | Ciudad de Tulcán | Olímpico de Tulcán | 1 de agosto | 11:00 |
| Dunamis 04     | 1 - 1 | Carchi F. C.     | Olímpico de Tulcán | 1 de agosto | 14:00 |

### Segunda vuelta
| Carchi F. C.     | 2 - 0 | Dunamis 04     | Olímpico de Tulcán | 4 de agosto | 11:00 |
| Ciudad de Tulcán | 1 - 2 | Montúfar F. C. | Olímpico de Tulcán | 4 de agosto | 14:00 |

| Carchi F. C. | 0 - 7 | Ciudad de Tulcán | Olímpico de Tulcán | 8 de agosto | 11:00 |
| Dunamis 04   | 0 - 0 | Montúfar F. C.   | Olímpico de Tulcán | 8 de agosto | 14:00 |

| Ciudad de Tulcán | 1 - 2 | Dunamis 04   | Olímpico de Tulcán | 11 de agosto | 11:00 |
| Montúfar F. C.   | 0 - 4 | Carchi F. C. | Olímpico de Tulcán | 11 de agosto | 14:00 |

### Tabla de resultados cruzados
| Local \ Visitante | CCT | DUN | MON | CFC |
| ----------------- | --- | --- | --- | --- |
| Ciudad de Tulcán  | —   | 1–2 | 1–2 | 4–0 |
| Dunamis 04        | 3–0 | —   | 0–0 | 1–1 |
| Montúfar F. C.    | 6–0 | 1–2 | —   | 0–4 |
| Carchi F. C.      | 0–7 | 2–0 | 1–4 | —   |

### Campeón
| |
| Bandera de Tulcán |
| Club Deportivo Dunamis 04 3.er título Clasificado a los play-offs de la Segunda Categoría 2021 y a la Copa Ecuador 2022. |
| También clasificó Montúfar Fútbol Club como subcampeón.                                                                  |

## Goleadores
| Pos. | Jugador          | Equipo           | Goles |
| ---- | ---------------- | ---------------- | ----- |
| 1    | Shilson Campo    | Ciudad de Tulcán | 8     |
| 2    | Luis Gaviria     | Dunamis 04       | 4     |
| 3    | Juan Lucumí      | Carchi F. C.     | 4     |
| 4    | Jonathan Ogonaga | Montúfar F. C.   | 3     |
| 5    | Henry Acosta     | Dunamis 04       | 2     |